# Onthophagus melanocephalus
Onthophagus melanocephalus é uma espécie de inseto do género Onthophagus, família Scarabaeidae, ordem Coleoptera.

## História
Foi descrita cientificamente por Klug em 1845.